# Fonética

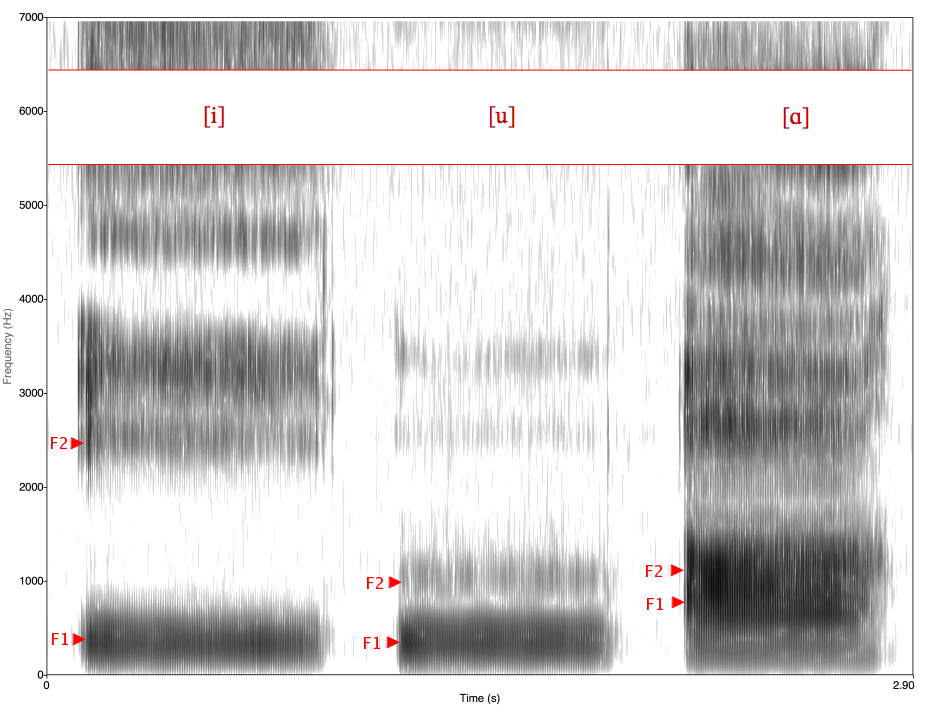
Espectrograma de las vocales inglesas [i, u, ɑ]: f_{1}, f_{1}.

La fonética (del griego antiguo:  φωνητικά [fōnētiká] ‘vocal’) es el estudio de los sonidos físicos del discurso humano. Es la rama de la lingüística que estudia la producción y percepción de los sonidos de una lengua con respecto a sus manifestaciones físicas. Sus principales ramas son: fonética articulatoria, fonética acústica y fonética auditiva o perceptiva. Desde otro punto de vista, también se habla de la fonética experimental como una rama aparte.

## Ramas de la fonética

### Fonética experimental
La fonética experimental estudia las propiedades acústicas y físicas de los sonidos del habla, reuniendo y cuantificando los datos sobre la emisión y la producción de las ondas sonoras que configuran el sonido articulado. Utiliza instrumentos como el espectrógrafo, el nasómetro, el glotógrafo, el palatógrafo, etc., que muestran bien sea las ondas sonoras del habla provenientes de la boca o de la nariz o de la laringe, ya descompuestas, o las distintas zonas del paladar donde la lengua ha tocado El conjunto de los datos analizados al medir los sonidos, depende únicamente de la precisión del instrumental, así como de otros conocimientos conexos. En los estudios experimentales, se parte del habla de varios informantes y se utilizan medios estadísticos para establecer las tendencias generales en la naturaleza de los sonidos.
Gracias a la fonética experimental se sabe que la mayoría de los sonidos, en especial las vocales, están constituidos por combinaciones de unas pocas frecuencias, los llamados formantes, que permiten al oído reconocer dicho sonido. La existencia de formantes está relacionada con el hecho de que dichos sonidos son de hecho ondas sonoras. Otros sonidos como las fricativas carecen de formantes y presentan una combinación de ondas aperiódicas en una banda amplia de frecuencias.

### Fonética articulatoria
Es la que estudia los sonidos de una lengua desde el punto de vista fisiológico; es decir, describe qué órganos orales intervienen en su producción, en qué posición se encuentran y cómo esas posiciones varían los distintos caminos que puede seguir el aire cuando sale por la boca, nariz, o garganta, para que se produzcan sonidos diferentes. No se ocupa de todas las actividades que intervienen en la producción de un sonido, sino que selecciona solo las que tienen que ver con el lugar y la forma de articulación. Los símbolos fonéticos y sus definiciones articulatorias son las descripciones abreviadas de tales actividades. Los símbolos fonéticos que se usan más frecuentemente son los adoptados por la Asociación Fonética Internacional en el alfabeto fonético internacional (AFI) que se escriben entre corchetes.
Los órganos móviles que intervienen en la articulación son los labios, la mandíbula, la lengua y las cuerdas vocales, que a veces reciben el nombre de órganos articulatorios. Con su ayuda el hablante modifica la salida del aire que procede de los pulmones. Son fijos los dientes, los alveolos, el paladar y el velo del paladar. Los sonidos se producen cuando se ponen en contacto dos órganos articulatorios, por ejemplo el bilabial (p), que exige el contacto entre los dos labios; también cuando se ponen en contacto un órgano fijo y otro articulatorio, y el sonido se nombra con los órganos que producen la juntura, o punto de articulación, como por ejemplo el sonido labiodental (f) que exige el contacto entre el labio inferior y los incisivos superiores. Cuando es la lengua el órgano móvil no se hace referencia a ella en la denominación del sonido. Así, el sonido (t), que se produce cuando la lengua toca la parte posterior de los incisivos superiores, se llama dental.
El modo de articulación se determina por la disposición de los órganos móviles en la cavidad bucal y cómo impiden o dejan libre el paso del aire. Esta acción puede consistir en la interrupción instantánea y completa del paso del aire para las implosivas; en dejar abierto el paso nasal, pero interrumpido el oral para las nasales; no es básicamente lo mismo producir un contacto con la lengua, pero dejar libre el paso del aire a uno y otro lado para las laterales; o producir una leve interrupción primero y dejar el paso libre después para las africadas; o permitir el paso del aire por un paso estrecho por el que el aire pasa rozando para las fricativas, y permitir el paso libre del aire por el centro de la lengua sin fricción alguna para las vocales.
Se emiten diferentes clases de vocales según varíe la posición de la lengua, tanto a partir de su eje vertical (alta, media y baja), como a partir de su eje horizontal (anterior, central y posterior). Por ejemplo, en español son vocales altas las vocales de la palabra huir; es decir, la [i] y la [u]. Son vocales medias la [e] y la [o]; es decir, las vocales de la palabra pero y es vocal baja la [a] de la palabra va. Así, la lengua va de abajo arriba para pronunciar las dos vocales seguidas de la palabra aire, pero desciende a una posición media para pronunciar su última vocal. Hace el camino contrario de arriba abajo para pronunciar puerta. Son vocales anteriores del español la [i] y la [e]; es decir, las vocales seguidas de la palabra piel; las vocales posteriores son la [o] y la [u]; es decir, las vocales de la palabra muro; la [a] es la vocal central. La lengua se mueve de atrás hacia adelante para emitir las vocales de la palabra totales, y hace el camino contrario para emitir las vocales de la palabra piélago. Las posiciones que mantiene la lengua para emitir las vocales u, i y a constituyen los vértices del llamado esquema vocálico uai.

### Fonética acústica
Es el estudio de la fonética desde el punto de vista de las ondas sonoras. Se ocupa de la medición científica de las ondas de sonido que se crean en el aire cuando hablamos. Así como a los fonemas les atribuimos unos rasgos articulatorios, a los sonidos les podremos atribuir unos rasgos acústicos: vocálico/no vocálico y consonántico/no consonántico, compacto/difuso sonoro/sordo, nasal/oral, intercepto/continuo, estridente/mate, grave/agudo. Estas mediciones se reflejan en espectrogramas, en los que quedan reflejados los distintos formantes en que se descomponen los sonidos.

### Fonética auditiva
La fonética auditiva es una de las tres ramas básicas de la fonética, junto a la fonética articulatoria y la acústica, que estudia el sonido desde el punto de vista del receptor, es decir, estudia los mecanismos de la percepción del sonido.
La fonética auditiva, también denominada fonética perceptiva, trata de la percepción a través del oído de los sonidos del habla (George Yule). Considera la fonética desde el punto de vista del oyente. Estudia la manera cómo el oído reacciona ante las ondas sonoras (audición) así como la interpretación de tales ondas (percepción).
El oído es un dispositivo que tiene como misión recoger la energía, que lleva una onda acústica, en el tímpano y convertirla en impulsos nerviosos. Consta de tres partes: oído externo, oído medio y oído interno.

## Fonología y fonética
El conjunto de sonidos fonéticamente distintos de una lengua puede ser muy amplio, sin embargo, desde el punto de vista lingüístico no todos estos sonidos deben ser considerados independientes. La fonología aduce razones estructurales por las cuales deben ser considerados equivalentes o simples variantes de una entidad más abstracta llamada fonema. Un fonema puede ser entendido como una clase de equivalencia de sonidos. 
Los fonemas están configurados también por unidades mínimas que los diferencian entre sí y son los llamados rasgos distintivos. La única diferencia que existe entre el fonema /p/ que corresponde a una consonante bilabial, oclusiva, sorda y el fonema /b/ que corresponde a una consonante bilabial, oclusiva sonora, es su sonoridad: sorda la primera, frente a la segunda que es sonora. Pero no siempre son fonemas distintos los sonidos con distintos rasgos distintivos. Por ejemplo, en español, la primera <d> de la palabra <cándido> corresponde fonéticamente a una consonante dental oclusiva sonora [d], y la segunda <d> corresponde a una consonante aproximante dental [ð̞]; sin embargo, ambos sonidos corresponden al mismo fonema /d/, se trata por tanto de 2 alófonos de ese fonema.
A veces dos fonemas diferentes en una lengua dada son el mismo en otra, por ejemplo el español mantiene la diferencia fonética y fonológica entre los sonidos /r/ y /l/, pero el japonés no. 
De acuerdo con todo esto hay que distinguir entre sonidos (fonos), fonemas y letras (grafemas), entre los cuales hay paralelismos pero también divergencias importantes. El fonema es un concepto mental, el fono es descriptible en términos de fonética articulatoria y acústica, y la escritura, cuando es de tipo fonémico (alfabetos), es un sistema convencional para representar el nivel fonológico. Sin embargo, la escritura basada en grafemas o "letras" generalmente no es una representación en la que cada grafema corresponda a un fonema. Por ejemplo, la letra <v> del español actual corresponde al fonema /b/ que es una consonante bilabial, oclusiva, sonora; pero el fonema /v/ que corresponde a una consonante labiodental, fricativa, sonora ha desaparecido en el sistema fonológico actual del español, y se discute si estuvo presente en el castellano antiguo; además hay letras que no representan fonema alguno como es el caso de la letra <h> que es muda, la escribimos como recuerdo histórico de una aspiración o de una <f> inicial del latín, pero no tiene valor fonético. Por otro lado, algunas letras representan varios sonidos, como la <c>: [θ] y [k] en España, y [s] y [k] en Hispanoamérica, zonas de Andalucía y Canarias.

## Fonética y comunicación
Estudiando la comunicación y su proceso se puede captar mejor dónde y cuándo interviene cada área fonética. Dubois indica que la comunicación «es el proceso en cuyo transcurso la significación que un interlocutor asocia a los sonidos es la misma que la que el oyente asocia a esos mismos sonidos».
El proceso de comunicación tiene seis elementos fundamentales: emisor, receptor, código, mensaje, canal y fenómenos extralingüísticos. La articulación, que es la última etapa del mensaje en el emisor, la estudia la llamada fonética articulatoria. Se ha avanzado mucho en el área acústica. Esta pertenece al dominio de la física, ya que el fenómeno del sonido es un hecho puramente físico, en la etapa que va de la boca del emisor al oído del receptor. La fonética auditiva estudia el comportamiento de la onda sonora en el oído, pues se sabe que hasta el oído interno continúa estando la onda sonora; a partir del órgano de Corti, que conecta con el nervio auditivo, ya no existirán ondas sonoras, sino solo impulsos nerviosos.
Por tanto, la fonética articulatoria se relaciona con el emisor del mensaje. Este se transmite por un canal en forma de ondas sonoras (fonética acústica). Y la fonética auditiva se asocia al receptor del mensaje.
Con la fonética articulatoria el emisor codifica el mensaje; con la fonética auditiva el receptor descodifica dicho mensaje. 
|  |  |

## Historia

### Antigüedad
Los primeros estudios fonéticos conocidos fueron llevados a cabo ya en el siglo VI a. C. por gramáticos del sánscrito. El erudito hindú Pāṇini se encuentra entre los más conocidos de estos primeros investigadores. Su gramática de cuatro partes, escrita alrededor del 350 a. C., es influyente en la lingüística moderna y todavía representa "la gramática generativa más completa de cualquier lengua escrita hasta ahora". Su gramática formó la base de la lingüística moderna y describió varios principios fonéticos importantes, incluida la sonorización. Este primer relato describía la resonancia como producida por el tono, cuando las cuerdas vocales están cerradas, o por el ruido, cuando las cuerdas vocales están abiertas. Los principios fonéticos de la gramática se consideran "primitivos" porque son la base de su análisis teórico más que los objetos del análisis teórico en sí mismos, y los principios pueden inferirse de su sistema de fonología.
El estudio sánscrito de la fonética se llama Shiksha. El Taittiriya Upanishad, que data de 1 milenio antes de Cristo, define Shiksha de la siguiente manera:
¡Om! Te explicaremos el Shiksha.

Sonidos y acentuación, Cantidad (de vocales) y expresión (de consonantes),

Equilibrio (Saman) y conexión (de sonidos), mucho sobre el estudio de Shiksha. || 1 |
Taittiriya Upanishad 1.2, Shikshavalli, traducido por Paul Deussen.

### Modernidad
Los avances en fonética después de Pāṇini y sus contemporáneos fueron limitados hasta la era moderna, salvo algunas investigaciones limitadas de gramáticos griegos y romanos. En los milenios transcurridos entre los gramáticos indios y la fonética moderna, el enfoque pasó de la diferencia entre el lenguaje hablado y escrito, que era la fuerza impulsora detrás del relato de Pāṇini, y comenzó a centrarse únicamente en las propiedades físicas del habla. El interés sostenido por la fonética comenzó de nuevo alrededor de 1800 EC y el término "fonética" se utilizó por primera vez en el sentido actual en 1841. Con los nuevos avances en medicina y el desarrollo de dispositivos de grabación audiovisual, los conocimientos fonéticos permitieron utilizar y revisar datos nuevos y más detallados. Este primer período de la fonética moderna incluyó el desarrollo de un influyente alfabeto fonético basado en posiciones articulatorias de Alexander Melville Bell. Conocido como habla visible, ganó prominencia como herramienta en la educación oral de niños sordos.
Antes de la disponibilidad generalizada de equipos de grabación de audio, los fonetistas dependían en gran medida de una tradición de fonética práctica para garantizar que las transcripciones y los hallazgos pudieran ser consistentes entre los fonetistas. Este entrenamiento implicó tanto el entrenamiento del oído (el reconocimiento de los sonidos del habla) como el entrenamiento de la producción (la capacidad de producir sonidos). Se esperaba que los fonetistas aprendieran a reconocer de oído los diversos sonidos del Alfabeto Fonético Internacional (IPA por sus siglas en inglés) y la IPA todavía evalúa y certifica a los hablantes sobre su capacidad para producir con precisión los patrones fonéticos del inglés (aunque han descontinuado esta práctica para otros idiomas). Como una revisión de su método de habla visible, Melville Bell desarrolló una descripción de las vocales por altura y fondo, lo que da como resultado nueve vocales cardinales. Como parte de su formación en fonética práctica, se esperaba que los fonetistas aprendieran a producir estas vocales cardinales para anclar su percepción y transcripción de estos fonos durante el trabajo de campo. Este enfoque fue criticado por Peter Ladefoged en la década de 1960 basándose en evidencia experimental donde encontró que las vocales cardinales eran objetivos auditivos más que articulatorios, cuestionando la afirmación de que representaban anclajes articulatorios mediante los cuales los fonetistas podían juzgar otras articulaciones.